# マルーン5
マルーン5（英: Maroon 5、マルーンファイヴ）は、アメリカ合衆国カリフォルニア州ロサンゼルスで結成されたポップ・ロック・バンド。全世界トータルセールスは1億1000万枚を記録している「世界で最も売れたアーティスト集団」の一つ。トップ40チャートの歴史の中で唯一、グループで一位のシングル（9枚）の記録を打ち立てており、また、ウォール・ストリート・ジャーナルの複数の統計から算出した「史上最も人気のある100のロックバンド」にて14位。これまでに3つのグラミー賞を受賞している。

## 概要
1994年から4人組バンド「カーラズ・フラワーズ」（Kara's Flowers）として活動していたが、5人編成になった2001年からバンド名を「マルーン5」（Maroon5）に改名。2002年（日本盤は2003年）リリースの、1stアルバム『ソングス・アバウト・ジェーン』（Songs About Jane）はロング・セラーとなり、『第47回グラミー賞』最優秀新人賞など数々の賞を受賞し、一躍有名になった。2012年から2017年時点にかけてさらに2人がメンバーとして加入し、7人編成となっている。

## メンバー
| 現メンバー                                                                     | 現メンバー                        | 現メンバー    | 現メンバー                   | 現メンバー                                                |
| 名前                                                                           | 主要パート                        | 生年月日      | 出身地                       | 備考                                                      |
| ------------------------------------------------------------------------------ | --------------------------------- | ------------- | ---------------------------- | --------------------------------------------------------- |
| アダム・レヴィーン（Adam Levine） （本名：Adam Noah Levine）                   | ボーカル ギター                   | 1979年3月18日 | カリフォルニア州ロサンゼルス | 「カーラズ・フラワーズ」メンバー                          |
| ジェームズ・ヴァレンタイン（James Valentine） （本名：James Burgon Valentine） | ギター コーラス                   | 1978年10月5日 | ネブラスカ州リンカーン       | 2001年加入                                                |
| ジェシー・カーマイケル（Jesse Carmichael） （本名：Jesse Royal Carmichael）    | キーボード ギター コーラス        | 1979年4月2日  | コロラド州ボルダー           | 「カーラズ・フラワーズ」メンバー 2012年離脱、2014年復帰   |
| マット・フリン（Matt Flynn） （本名：Matthew Flynn）                           | ドラムス                          | 1970年5月23日 | ニューヨーク州ウッドストック | 2006年加入                                                |
| PJモートン（PJ Morton） （本名：Paul Morton Jr.）                              | キーボード コーラス               | 1981年3月29日 | ルイジアナ州ニューオーリンズ | 2012年参加、2014年加入                                    |
| サム・ファーラー（Sam Farrar）                                                 | キーボード ベース ギター コーラス | 1978年6月29日 | カリフォルニア州ロサンゼルス | 「ファントム・プラネット」メンバー 2012年参加、2016年加入 |
| 元メンバー                                                                     |                                   |               |                              |                                                           |
| ライアン・デューシック（Ryan Dusick） （本名：Ryan Michael Dusick）            | ドラム                            | 1977年9月19日 | カリフォルニア州ロサンゼルス | 「カーラズ・フラワーズ」メンバー 2006年脱退               |
| ミッキー・マデン（Mickey Madden） （本名：Michael Allen Madden）               | ベース                            | 1979年5月13日 | テキサス州オースティン       | 「カーラズ・フラワーズ」メンバー 2020年脱退               |

## バンド名
「マルーン5」というバンド名の由来はトップ・シークレットであり、メンバーは決して口外しない。しかし、現メンバーと元メンバーのライアン以外にも由来を知っている者がいる。その人物とはビリー・ジョエルで、アダムがバンド名の由来をビリーに訊かれた際、断ることが出来ずに話してしまったそうだ。また、ジェイムズも母親に話しているという。最も有力な説として、メンバーのアダムとジェシーが通っていたNYのファイブ・タウンズ・カレッジのスクールカラーの「マルーン」と学校の名前の「ファイブ」を合わせたものという説がある。

## 来歴

### 1994年 - 1999年：カーラズ・フラワーズ
1994年、ロサンゼルス（LA）のブレントウッド・スクール（Brentwood School）に通う、アダム・レヴィーン、ジェシー・カーマイケル、ミッキー・マデン、ライアン・デューシックの4人がバンド「カーラズ・フラワーズ」を結成。
1995年9月16日にLAの伝統的なライブハウスに出演。ライブ活動は地元で評判を呼ぶようになり、あるライブでロブ・カヴァロ（Rob Cavallo）と出会う（グリーン・デイのメジャー・デビュー後のアルバムを手掛けたプロデューサー）。彼の後押しもあり、ワーナー・ミュージック・グループのリプリーズ・レコードと契約を交わし、カヴァロのプロデュースでアルバムを制作した。アルバムには元ジェリーフィッシュのロジャー・マニングやベックの父であるデヴィッド・キャンベルも参加していた。1997年7月22日に、1stシングル「ソープ・ディスコ」（Soap Disco）をリリース。アルバム『フォース・ワールド』（The Fourth World）は8月19日にリリースされた（日本では10月5日にシングル・アルバム同時発売でデビューした）。その後、リール・ビッグ・フィッシュやゴールドフィンガーとツアーを行った。この頃、アメリカのTVドラマ『ビバリーヒルズ青春白書』劇中に登場するバンドとして出演したこともあった。
しかし、アルバムは商業的成功を収めることができず発売から半年後に廃盤となり、1999年には所属レコード会社を去ってしまった。

### 1999年 - 2001年：ジェイムズ加入、マルーン5誕生
バンド活動が停滞してしまった彼らは、それぞれ大学へ進学する。ミッキーとライアンはカリフォルニア大学ロサンゼルス校（UCLA）へ、アダムとジェシーはニューヨーク州ロング・アイランドにあるファイブ・タウンズ・カレッジ（Five Towns College）へ通う。この期間にリズム・アンド・ブルース（R&B）やソウルミュージックといった音楽にも触れ、ロックとR&B、ソウルを融合させたオリジナル・サウンドを見出すことになった。
その後、アダムとジェシーは大学を中退して西海岸へ戻り、ミッキーやライアンとともに再びバンド活動を再開させる。作成したデモ・テープが、当時ニューヨークを拠点に新たに設立されたレコードレーベルオクトーン・レコード（Octone Records）に注目され、2001年4月に契約を結ぶことに成功する（彼らが契約第1号となった）。その直後、友人であるジェイムズ・ヴァレンタインが加入し、ジェシーがキーボードに専念することになりバンド名を「マルーン5」と改名した。ジェイムズはすでに別のバンド「スクエア」（Square）で活動していたが、アダムに誘われてマルーン5加入を決意した。

### 2001年 - 2005年：『ソングズ・アバウト・ジェーン』
オクトーン・レコードと契約後の2001年後半から、プロデューサーのマット・ウォレス（Matt Wallace）とロサンゼルスでレコーディングを行い、マルーン5としての1stアルバム『ソングズ・アバウト・ジェーン』（Songs About Jane）が完成した。
アルバムはアメリカで2002年6月25日にリリースしたが、発売当初はほとんど注目されなかった。しかし、アルバム収録曲「スウィーテスト・グッドバイ」（Sweetest Goodbye）が映画『ラブ・アクチュアリー』サウンドトラックに収録され、バンドとしてはミシェル・ブランチやジョン・メイヤー、マッチボックス・トゥエンティなどの前座を務めるツアー活動を行っていき、次第に話題となっていった。アルバムは、2003年8月16日付Billboard 200での92位から2004年9月4日にはチャート6位まで上昇した。発売から2年以上経てのTOP10入りは音楽セールス集計機関（エーシーニールセン）の集計史上、最も長い時間をかけてTOP10入りをしたアルバムとなった。

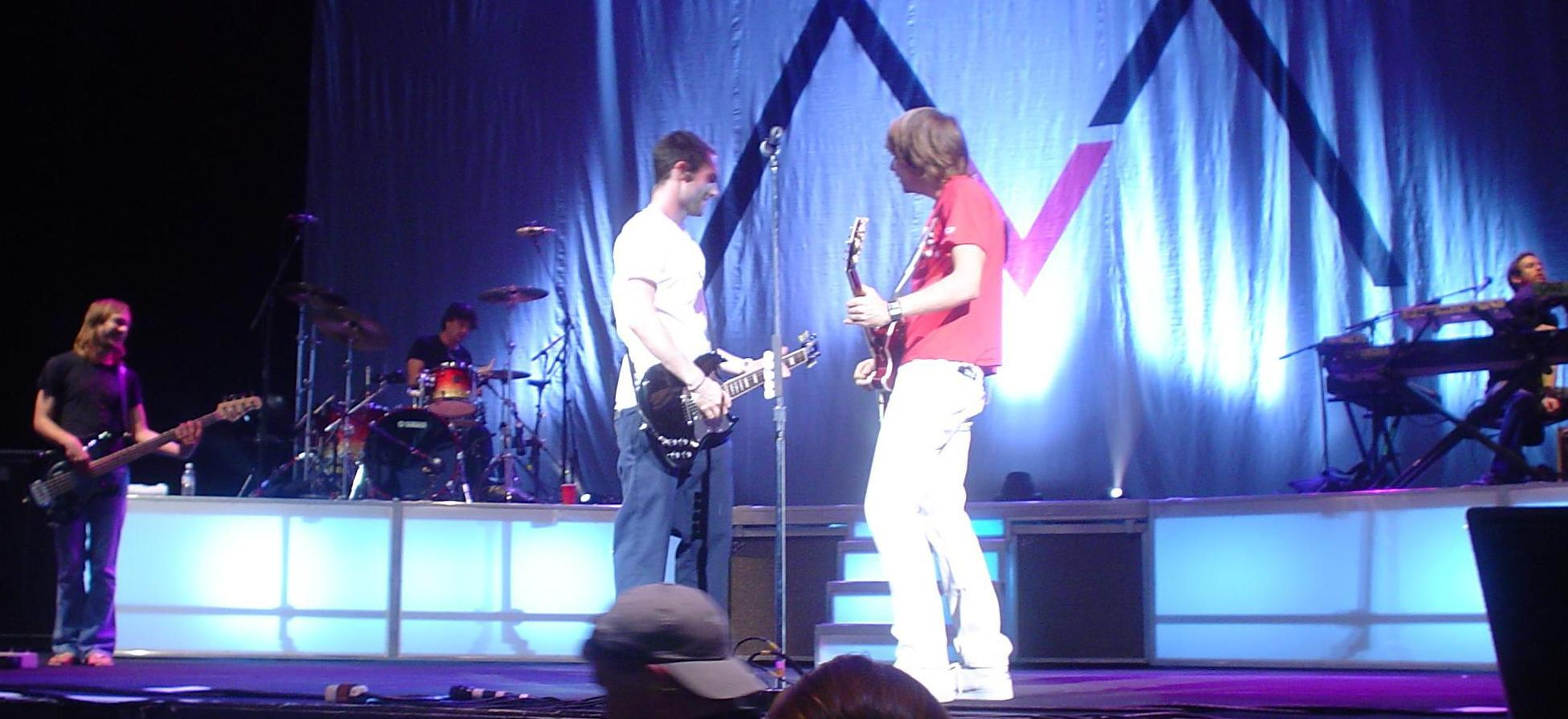
ライヴの様子（2004年）

日本盤はアメリカでの発売からおよそ1年遅れの2003年7月23日にリリースとなった。2004年7月にはボーナス・トラック3曲を追加収録した『ソングズ・アバウト・ジェーン スペシャル・エディション』もリリースした。2004年9月から10月にかけて初来日公演が行われ（ミッキーは以前に観光で日本に来たことがあるとこの来日時に話している）、9月22日には来日記念盤として『1.22.03.ACOUSTIC』をリリースした。12月からはノエビア「ブルー・アイス」シリーズCMソングに「シー・ウィル・ビィ・ラヴド」が起用され、2005年にはトヨタ自動車「ヴィッツ」CMソングに「サンデイ・モーニング」が起用され、同年7月6日にCDシングル「サンデイ・モーニング」がリリースされた。ロング・ヒットとなった『ソングズ・アバウト・ジェーン』はトータル・セールス1,000万枚を記録し、バンドは『第47回グラミー賞』最優秀新人賞などを受賞した。

#### 2006年：ライアン脱退
ドラムス担当のライアンは、野球少年の頃に腕に怪我を負ったことがあったが、2003年後半からツアーが続く生活の中で腕に痛みが生じるようになり、2004年早期にライヴ活動から離脱した。彼は検査を受けたが、「医師にも対処できず、手術をするほどのものでもなく、痛みがひくのをひたすら待つしかない」と『マルーン5 ライヴ！』（Live – Friday the 13th）収録のインタビュー映像で語っていた。バンドはサポート・ドラマーを雇う形でツアーを続行した。ライアンは演奏はできないもののツアーには同行していた。初来日公演である2004年9月29日の東京公演ではアンコールでステージに登場し、アダムがドラムを演奏する中AC/DCの「地獄のハイウェイ」（Highway to Hell）を熱唱した。また『マルーン5 ライヴ!』のDVDには、2005年5月13日のライブのステージ袖で「ハーダー・トゥ・ブリーズ」のコーラスをするライアンの姿が収められている。しかし、ライアンは2006年9月に脱退を表明し、サポート・ドラマーだったマット・フリン（Matt Flynn）が正規メンバーになった。

### 2005年 - 2009年：『イット・ウォント・ビー・スーン・ビフォー・ロング』
ジェイムズが2005年7月に2ndアルバム制作に取り掛かっていることを話した。2006年にスライ&ザ・ファミリー・ストーンのトリビュート・アルバム『ディファレント・ストロークス・バイ・ディファレント・フォークス』（Different Strokes By Different Folks）で「エヴリデイ・ピープル」（Everyday People）をカバーした。アルバム制作ではマイク・エリゾンド、マーク“スパイク”ステント（Mark "Spike" Stent）、Mark Endert、エリック・ヴァレンタイン（Eric Valentine）がプロデューサーとして参加しており、アダムは「前作のゆったりしたJazzyなサウンドと対照的なことをやりたかった」と述べている。
2007年3月27日にアルバムからの1stシングル「メイクス・ミー・ワンダー」（Makes Me Wonder）をアメリカでリリースし、Billboard Hot 100で84位からスタートし、4週目には前週の64位からジャンプアップで1位を獲得し、バンド初の全米No.1獲得シングルとなった。これは、2002年にケリー・クラークソンが「ア・モーメント・ライク・ディス」（A Moment Like This）で打ち立てた52位から1位となる当時の記録を塗り替えた（その後、2008年にT.I.の「ホワットエヴァー・ユー・ライク」と、「マイアヒ・ライフ」に更新されている）。

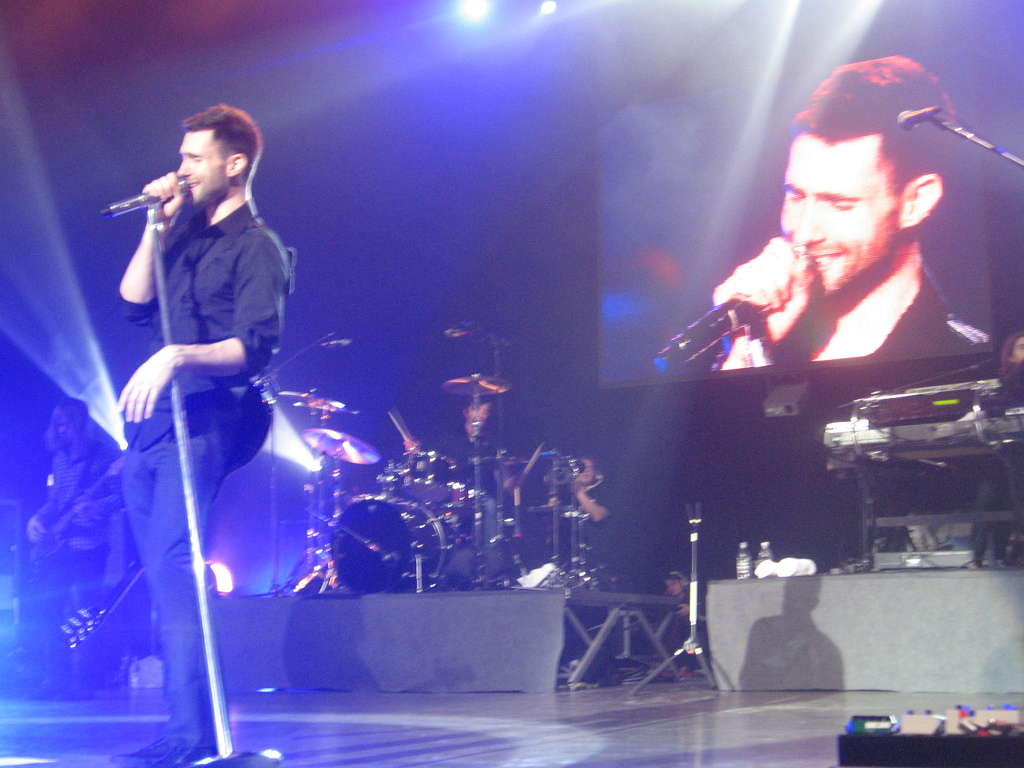
ライヴの様子（2007年）

アメリカで5月22日（日本盤は5月16日）にリリースした2ndアルバム『イット・ウォント・ビー・スーン・ビフォー・ロング』（It Won't Be Soon Before Long）は、Billboard 200初登場1位を獲得した（発売1週目の売り上げ43万枚の内、およそ10万2,000件はデジタル・セールスであり、リンキン・パークが『ミニッツ・トゥ・ミッドナイト』で打ち立てた8万4,000件の記録を塗り替え、当時の週間デジタル・セールスの最高記録を作った）。アメリカのiTunes Storeでは2007年の年間ダウンロード・アルバム・チャート1位になっている。アルバム収録曲の中で「グッドナイト・グッドナイト」（Goodnight Goodnight）はアメリカのTVドラマ『CSI:ニューヨーク』第5シーズン第2話「死者の書」（Page Turner）にメンバーが出演し、ドラマの中で披露している。また、「イフ・アイ・ネヴァー・シー・ユア・フェイス・アゲイン」（If I Never See Your Face Again）はリアーナとデュエットしたバージョンもリリースしている。6月には2度目の日本公演を東京・大阪のZeppで開催し、ライヴの合間にはテレビ番組やインターネットのYahoo!ライブトークに出演した。8月からはアルバム収録曲の「ウォント・ゴー・ホーム・ウィズアウト・ユー」（Won't Go Home Without You）がトヨタ自動車「ヴィッツ」CMソングに起用された。11月21日にはCDシングル「ウォント・ゴー・ホーム・ウィズアウト・ユー」をリリース、カップリングにはジョン・レノンとオノ・ヨーコによる「ハッピー・クリスマス（戦争は終った）」のカバーを収録している。2008年3月に再び日本公演を開催し、日本武道館の追加公演を含む5公演を行った。12月には、リミックス・アルバム『ベスト・リミックス: コール・アンド・レスポンス』（Call And Response: The Remix Album）をリリースした。

### 2009年 - 2011年：『ハンズ・オール・オーヴァー』

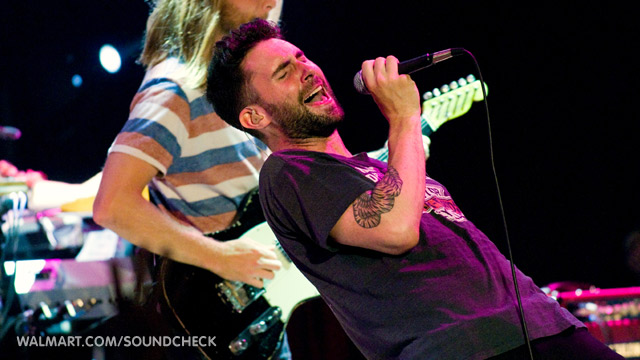
アダム・レヴィーン（2010年）

2009年頃からスイスで3rdアルバムのレコーディング開始。プロデューサーにはアダムが長年一緒に制作したいと願っていたロバート・ジョン“マット”ラング（Robert John "Mutt" Lange）を迎えた。2010年6月22日にアルバムからの先行シングル「ミザリー」（Misery）を配信リリース。Billboard Hot 100最高14位にチャートインした。アルバム発売に先駆けてメンバーはプロモーション活動のために来日し、アルバム『ハンズ・オール・オーヴァー』（Hands All Over）は日本では9月15日（アメリカでは9月21日）にリリースとなり、日本独自企画のCDシングル「コンパクト・ベスト マルーン5」も同時リリースした。シングル収録曲の「ウォント・ゴー・ホーム・ウィズアウト・ユー」はアサヒビール「アサヒスタイルフリー」CMソングに起用された。アルバム収録曲「アウト・オブ・グッバイズ」（Out Of Goodbyes）にはレディ・アンテベラムが参加している。アルバムはオリコンアルバムチャート初登場3位、Billboard 200初登場2位を記録した。また、全国のCDショップ店員の投票で選ばれる『第3回CDショップ大賞』洋楽賞を受賞した。
2011年、東日本大震災で被災された方々へバンドを代表してアダムがメッセージを寄せた。5月には日本公演を開催し、日本武道館の追加公演を含む5公演が行われた。6月21日、4月に放送開始されたばかりであるオランダ発のタレントオーディション番組『ザ・ヴォイス』アメリカ版で、アダムとクリスティーナ・アギレラが番組審査員として共演。そこでコラボレーション曲「ムーブス・ライク・ジャガー」（Moves Like Jagger feat. Christina Aguilera）を初披露し、直後にリリースした。シングルはBillboard Hot 100初登場8位を記録し、2007年発表の「メイクス・ミー・ワンダー」以来のチャートTOP10入りとなった。その後、リリースから3ヵ月後の9月にBillboard Hot 100で1位となり、18ヶ国でチャート1位を獲得した。また、『ハンズ・オール・オーヴァー』にボーナス・トラックとしても追加収録し、日本ではさらにリミックス・バージョン1曲を加えた『ハンズ・オール・オーヴァー+2』として再発売した（『オーヴァーエクスポーズド』ボーナス・トラックにも収録している）。

### 2011年 - 2013年：『オーヴァーエクスポーズド』

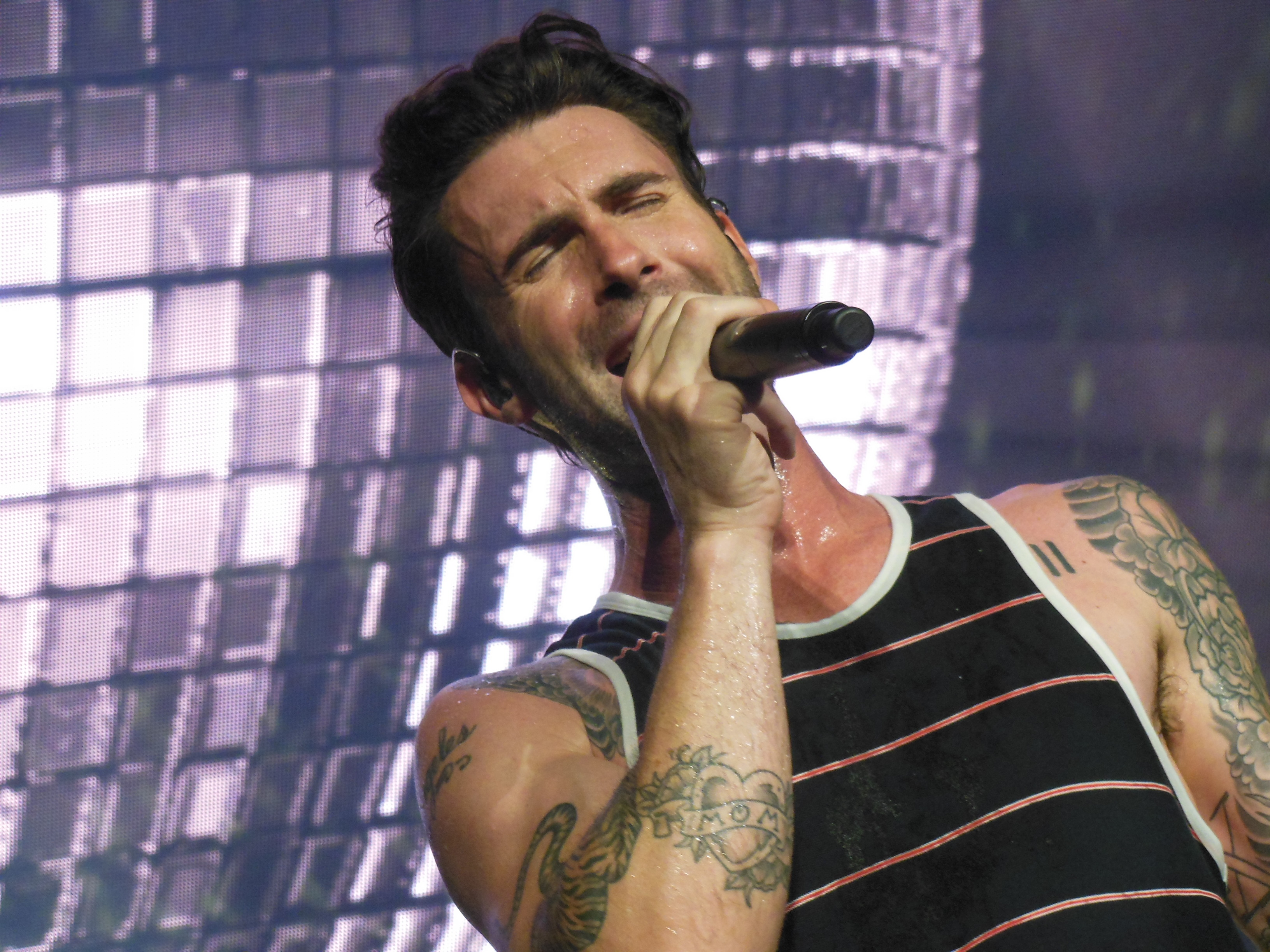
アダム・レヴィーン（2013年）

2011年から4thアルバムの制作に取り掛かっていたが、2012年3月にキーボードのジェシーが音楽的追求と休暇に時間を費やすため、バンドから一時離脱することを発表した。臨時メンバーとしてツアーミュージシャンのPJ・モートン（PJ Morton）を加えてアルバム制作を続行した。2012年4月、ウィズ・カリファをフィーチャーしたアルバムからの先行シングル「ペイフォン feat.ウィズ・カリファ」（Payphone feat. Wiz Khalifa）を配信リリース。Billboard Hot 100初登場3位となり、最高2位を記録した。全英シングルチャートでは、バンド初の全英No.1獲得曲となった。また、「ワン・モア・ナイト」（One More Night）がBillboard Hot 100で9週連続1位を獲得した。日本盤が6月20日（アメリカは6月26日）に発売された4thアルバム『オーヴァーエクスポーズド』（Overexposed）は、オリコンアルバムチャート最高5位を記録。Billboard 200、全英アルバムチャートではともに初登場2位を記録した。また、国際レコード・ビデオ製作者連盟（IFPI）が発表した「2012年の世界的ベストセラーアルバム」第10位となり、『iTunes Best of 2012』Pop ベストアルバム部門も受賞した。10月2日には、日本武道館で一夜限りの日本公演を開催した。

### 2013年 - 2016年：『V（ファイヴ）』『シングルズ』
2013年4月、5枚目となるアルバム制作に取り掛かっていることを発表。

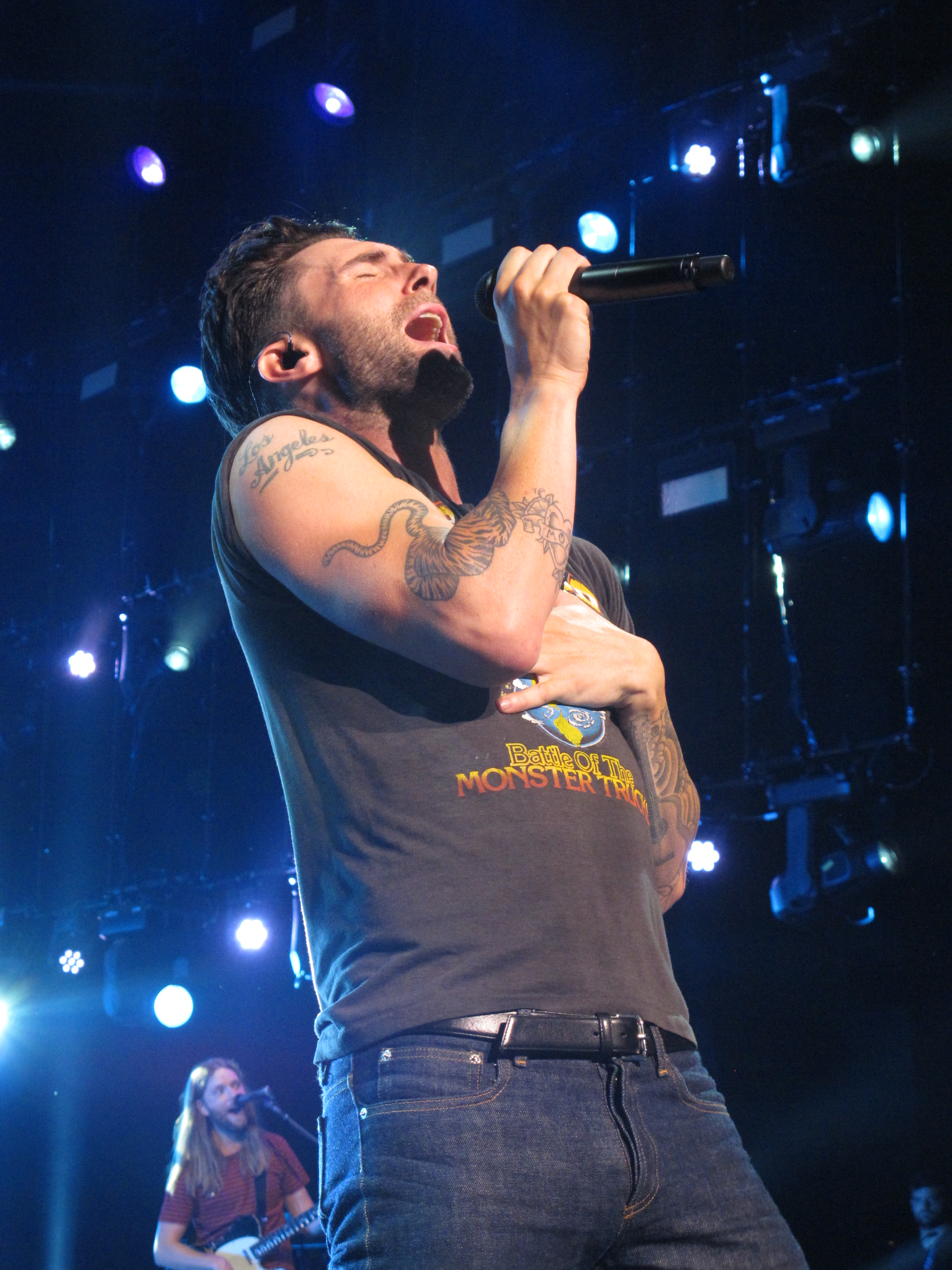
アダム・レヴィーン（2014年）

2014年にイギリスでダウンロード専用チャート発足10年を記念して発表された「この10年で最もダウンロードされたシングル・トップ100」では、2011年にクリスティーナ・アギレラをフィーチャーしてリリースした「ムーブス・ライク・ジャガー」（Moves Like Jagger feat. Christina Aguilera）が第3位にランクインされている。
2014年3月から「ウォント・ゴー・ホーム・ウィズアウト・ユー」に続きアサヒビール「アサヒスタイルフリー」CMソングとして「デイライト」（Daylight）が起用された。5月、レコードレーベルをインタースコープ・レコードへ移籍し、5thアルバム『V（ファイヴ）』（V）を9月に発売することを発表した。アルバムではバンド活動から一時離脱していたジェシーが復帰している。6月には先行シングル「マップス」（Maps）を配信リリース。5thアルバム『V（ファイヴ）』日本盤は9月3日にリリースとなり、メンバーはプロモーション活動のため来日した。2015年9月2日に横浜アリーナで日本公演を開催。9月25日にはキャリア初のベスト・アルバム『シングルズ』（Singles）をリリースした。

### 2020年代以降
2020年、ベーシストのミッキー・マデンがDV容疑で逮捕されたことを受け、バンド活動から離脱することを発表。

## 受賞歴
2004年
- 『MTV Video Music Awards』最優秀新人賞（「ディス・ラヴ」）[47]
- 『ワールド・ミュージック・アワード』ベスト・ニュー・グループ[48]
- 『MTVヨーロッパ・ミュージック・アワード』ベスト・ニュー・アクト[49]
- 『ビルボード・ミュージック・アワード2004』デジタル・アーティスト・オブ・ザ・イヤー[50]

2005年
- 『MTV ASIA AIDS』（MTV Asia Awards）最優秀ビデオ賞（「シー・ウィル・ビィ・ラヴド」）[51]
- 『第47回グラミー賞』最優秀新人賞[12]
- 『NRJ Music Awards 2005』Révélation Internationale de l'année、Chanson Internationale de l'année（「ディス・ラヴ」）[52]

2006年
- 『第48回グラミー賞』最優秀ポップ・パフォーマンス賞デュオ/グループ（「ディス・ラヴ」）[12]

2008年
- 『第50回グラミー賞』最優秀ポップ・パフォーマンス賞デュオ/グループ（「メイクス・ミー・ワンダー」）[12]

2011年
- 『第39回アメリカン・ミュージック・アワード』フェイバリット・ポップ/ロック・バンド・デュオ/グループ[53]

2012年
- 『第1回ガオンチャートK-POPアワード』海外音源賞（「ムーブス・ライク・ジャガー」）[54]
- 『第38回ピープルズ・チョイス・アワード』フェイバリット・バンド
- 『ティーン・チョイス・アワード』Choice Break-Up Song（「ペイフォン feat.ウィズ・カリファ」）[55]
- 『第40回アメリカン・ミュージック・アワード』フェイバリット・ポップ/ロック・バンド・デュオ/グループ[53]

2013年
- 『第2回ガオンチャートK-POPアワード』海外音源賞（「ペイフォン feat.ウィズ・カリファ」）[56]
- 『第39回ピープルズ・チョイス・アワード』フェイバリット・バンド
- 『ビルボード・ミュージック・アワード2013』トップ・ホット100・アーティスト[57]
- 『第41回アメリカン・ミュージック・アワード』フェイバリット・アダルト・コンテンポラリー・アーティスト[58]

2015年
- 『第4回ガオンチャートK-POPアワード』海外音源賞[59]

## ディスコグラフィ

### スタジオ・アルバム
| タイトル （原題） | チャート最高位 | チャート最高位 | チャート最高位 | チャート最高位 | チャート最高位 | チャート最高位 | チャート最高位 | 備考 |  |
| タイトル （原題） | US             | CAN            | UK             | FRA            | GER            | AUS            | JPN            | 備考 |  |
| --- | -------------- | -------------- | -------------- | -------------- | -------------- | -------------- | -------------- | --- |  |
| ソングズ・アバウト・ジェーン （Songs About Jane） - 日本盤発売日：2003年7月23日 - レーベル：BMGファンハウス （オクトーン・レコード）                                              | 6              | 3              | 1              | 1              | 56             | 1              | 21             | - RIAA:4×マルチ・プラチナム - MC:3×プラチナム - BPI:6×プラチナム - SNEP:ゴールド - BVMI:プラチナム - ARIA:5×プラチナム - RIAJ:ダブル・プラチナ |  |
| イット・ウォント・ビー・スーン・ビフォー・ロング （It Won't Be Soon Before Long） - 日本盤発売日：2007年5月16日 - レーベル：ユニバーサルミュージック （A&M/オクトーン・レコード） | 1              | 2              | 1              | 13             | 12             | 5              | 3              | - RIAA:2×マルチ・プラチナム - MC:プラチナム - BPI:プラチナム - ARIA:プラチナム - RIAJ:プラチナ                                                 |  |
| ハンズ・オール・オーヴァー （Hands All Over） - 日本盤発売日：2010年9月15日 - レーベル：ユニバーサルミュージック （A&M/オクトーン・レコード）                                     | 2              | 5              | 6              | 16             | 8              | 7              | 3              | - RIAA:プラチナム - MC:プラチナム - BPI:プラチナム - SNEP:ゴールド - RIAJ:ゴールド                                                             |  |
| オーヴァーエクスポーズド （Overexposed） - 日本盤発売日：2012年6月20日 - レーベル：ユニバーサルミュージック （A&M/オクトーン・レコード）                                          | 2              | 3              | 2              | 6              | 12             | 4              | 5              | - RIAA:プラチナム - BPI:プラチナム - SNEP:プラチナム - ARIA:プラチナム - RIAJ:ゴールド                                                         |  |
| V（ファイヴ） （V） - 日本盤発売日：2014年9月3日 - レーベル：ユニバーサルミュージック （インタースコープ・レコード）                                                              | 1              | 1              | 4              | 6              | 6              | 4              | 4              | - RIAA:プラチナム - MC:プラチナム - BPI:ゴールド - SNEP:ゴールド - ARIA:ゴールド - RIAJ:ゴールド                                               |  |
| レッド・ピル・ブルース （Red Pill Blues） - 日本盤発売日：2017年11月1日 - レーベル：ユニバーサルミュージック （インタースコープ・レコード）                                       | 2              | 2              | 12             | 25             | 44             | 7              | 10             | |  |
| ジョーディー （Jordi） - 日本盤発売日：2021年6月11日 - レーベル：ユニバーサルミュージック （インタースコープ・レコード）                                                          | ー             | ー             | ー             | ー             | ー             | ー             | ー             | |  |
| "—"は、チャートイン未定または不明な場合を表す。 |                |                |                |                |                |                |                | |  |

### ライヴ・アルバム
| タイトル （原題） | チャート最高位 | チャート最高位 | チャート最高位 | チャート最高位 | チャート最高位 | チャート最高位 | チャート最高位 | 備考                           |
| タイトル （原題） | US             | CAN            | UK             | FRA            | GER            | AUS            | JPN            | 備考                           |
| --- | -------------- | -------------- | -------------- | -------------- | -------------- | -------------- | -------------- | ------------------------------ |
| 1.22.03.ACOUSTIC （1.22.03.Acoustic） - 日本盤発売日：2004年9月22日 - レーベル：BMGファンハウス （オクトーン・レコード）         | 42             | ―              | 58             | ―              | ―              | ―              | 252            | - RIAA:ゴールド - BPI:シルバー |
| マルーン5 ライヴ! （Live – Friday The 13th） - 日本盤発売日：2005年10月26日 - レーベル：BMGファンハウス （オクトーン・レコード） | 61             | ―              | ―              | ―              | ―              | 37             | 73             |                                |
| "—"は、チャートイン不明な場合を表す                                                                                              |                |                |                |                |                |                |                |                                |

### コンピレーション・アルバム
| タイトル （原題） | チャート最高位 | チャート最高位 | チャート最高位 | チャート最高位 | チャート最高位 | チャート最高位 | チャート最高位 | 備考                           |
| タイトル （原題） | US             | CAN            | UK             | FRA            | GER            | AUS            | JPN            | 備考                           |
| --- | -------------- | -------------- | -------------- | -------------- | -------------- | -------------- | -------------- | ------------------------------ |
| シングルズ （Singles） - 日本盤発売日：2015年9月25日 - レーベル：ユニバーサルミュージック （インタースコープ・レコード） | ―              | 48             | 35             | 30             | ―              | 19             | 6              | - BPI:シルバー - RIAJ:ゴールド |
| "—"は、チャートイン不明な場合を表す                                                                                      |                |                |                |                |                |                |                |                                |

### リミックス・アルバム
| タイトル （原題） | チャート最高位 | チャート最高位 | チャート最高位 | チャート最高位 | チャート最高位 | 備考 |
| タイトル （原題） | US             | CAN            | UK             | AUS            | JPN            | 備考 |
| --- | -------------- | -------------- | -------------- | -------------- | -------------- | ---- |
| ベスト・リミックス〜コール・アンド・レスポンス （Call And Response: The Remix Album） - 日本盤発売日：2008年12月3日 - レーベル：ユニバーサルミュージック （A&M/オクトーン・レコード） | 73             | ―              | ―              | ―              | 233            |      |
| "—"は、チャートイン不明な場合を表す |                |                |                |                |                |      |

### CDシングル
- 「サンデイ・モーニング」
  - 発売日：2005年7月6日
- 「ウォント・ゴー・ホーム・ウィズアウト・ユー」
  - 発売日：2007年11月21日
- 「コンパクト・ベスト マルーン5」
  - 発売日：2010年9月15日

### 映像作品
- 『マルーン5 ライヴ!』（Live – Friday the 13th）
  - 日本盤発売日：2005年10月26日

### 参加作品
2004年
- 『ラブ・アクチュアリー』オリジナル・サウンドトラック
  - 「スウィーテスト・グッバイ」（Sweetest Goodbye）収録
- 『スパイダーマン2』オリジナル・サウンドトラック
  - 「ウーマン」（Woman）収録（スタジオ・アルバム未収録）[76]

## 来日公演
| 年                                                           | 日                                               | 会場                                             |
| MAROON 5 Japan Tour 2004 / Songs About Jane Tour             | MAROON 5 Japan Tour 2004 / Songs About Jane Tour | MAROON 5 Japan Tour 2004 / Songs About Jane Tour |
| ------------------------------------------------------------ | ------------------------------------------------ | ------------------------------------------------ |
| 2004年                                                       | 9月29日                                          | 渋谷公会堂                                       |
| 2004年                                                       | 9月30日                                          | 名古屋CLUB QUATTRO                               |
| 2004年                                                       | 10月1日                                          | 大阪BIG CAT                                      |
| MAROON 5 Premium Show                                        |                                                  |                                                  |
| 2007年                                                       | 6月23日                                          | Zepp Tokyo                                       |
| 2007年                                                       | 6月25日                                          | Zepp Osaka                                       |
| MAROON 5 Japan Tour 2008 / It Won't Be Soon Before Long Tour |                                                  |                                                  |
| 2008年                                                       | 3月10日                                          | 日本武道館                                       |
| 2008年                                                       | 3月11日                                          | 日本武道館                                       |
| 2008年                                                       | 3月17日 （追加公演）                             | 日本武道館                                       |
| 2008年                                                       | 3月13日                                          | 大阪城ホール                                     |
| 2008年                                                       | 3月15日                                          | 広島サンプラザ                                   |
| MAROON 5 JAPAN TOUR 2011 / Hands All Over Tour               |                                                  |                                                  |
| 2011年                                                       | 5月12日                                          | 大阪城ホール                                     |
| 2011年                                                       | 5月13日                                          | 名古屋センチュリーホール                         |
| 2011年                                                       | 5月15日                                          | パシフィコ横浜 国立大ホール                      |
| 2011年                                                       | 5月16日                                          | 日本武道館                                       |
| 2011年                                                       | 5月17日 （追加公演）                             | 日本武道館                                       |
| MAROON 5 Japan Tour 2012 / Overexposed Tour                  |                                                  |                                                  |
| 2012年                                                       | 10月2日                                          | 日本武道館                                       |
| MAROON 5 World Tour 2015 / Maroon V Tour                     |                                                  |                                                  |
| 2015年                                                       | 9月1日                                           | 大阪城ホール                                     |
| 2015年                                                       | 9月2日                                           | 横浜アリーナ                                     |
| Red Pill Blues Tour                                          |                                                  |                                                  |
| 2019年                                                       | 2月25日                                          | 東京ドーム                                       |
| Maroon 5 WORLD TOUR 2022 – Tokyo / World Tour 2022           |                                                  |                                                  |
| 2022年                                                       | 12月3日 (追加公演)                               | 東京ドーム                                       |
| 2022年                                                       | 12月4日                                          | 東京ドーム                                       |
| 2022年                                                       | 12月6日                                          | 京セラドーム                                     |
| Maroon 5 Asia 2025 – Tokyo                                   |                                                  |                                                  |
| 2025年                                                       | 2月6日                                           | 東京ドーム                                       |
| 2025年                                                       | 2月8日                                           | 東京ドーム                                       |
| 2025年                                                       | 2月9日                                           | 東京ドーム                                       |

## 日本でのテレビ出演
※楽曲披露した番組のみ記載。
- 2004年
  - 10月16日放送、NHK『ポップジャム』出演。「ディス・ラヴ」（This Love）を披露。
- 2007年
  - 6月22日放送、テレビ朝日系『ミュージックステーション』出演。「メイクス・ミー・ワンダー」（Makes Me Wonder）を披露[91]。
  - 7月21日放送、フジテレビ系『ミュージックフェア』出演。「メイクス・ミー・ワンダー」を披露[92]。
  - 7月27日放送、NHK『MUSIC JAPAN』出演。「メイクス・ミー・ワンダー」を披露。
- 2014年
  - 9月18日放送、日本テレビ系『スッキリ!!』出演。「マップス」（Maps）を披露[93]。
  - 10月13日放送、フジテレビ系『SMAP×SMAP』出演。SMAPとのコラボレーションで「ペイフォン」（Payphone）と「マップス」を披露。

### アダム・レヴィーン

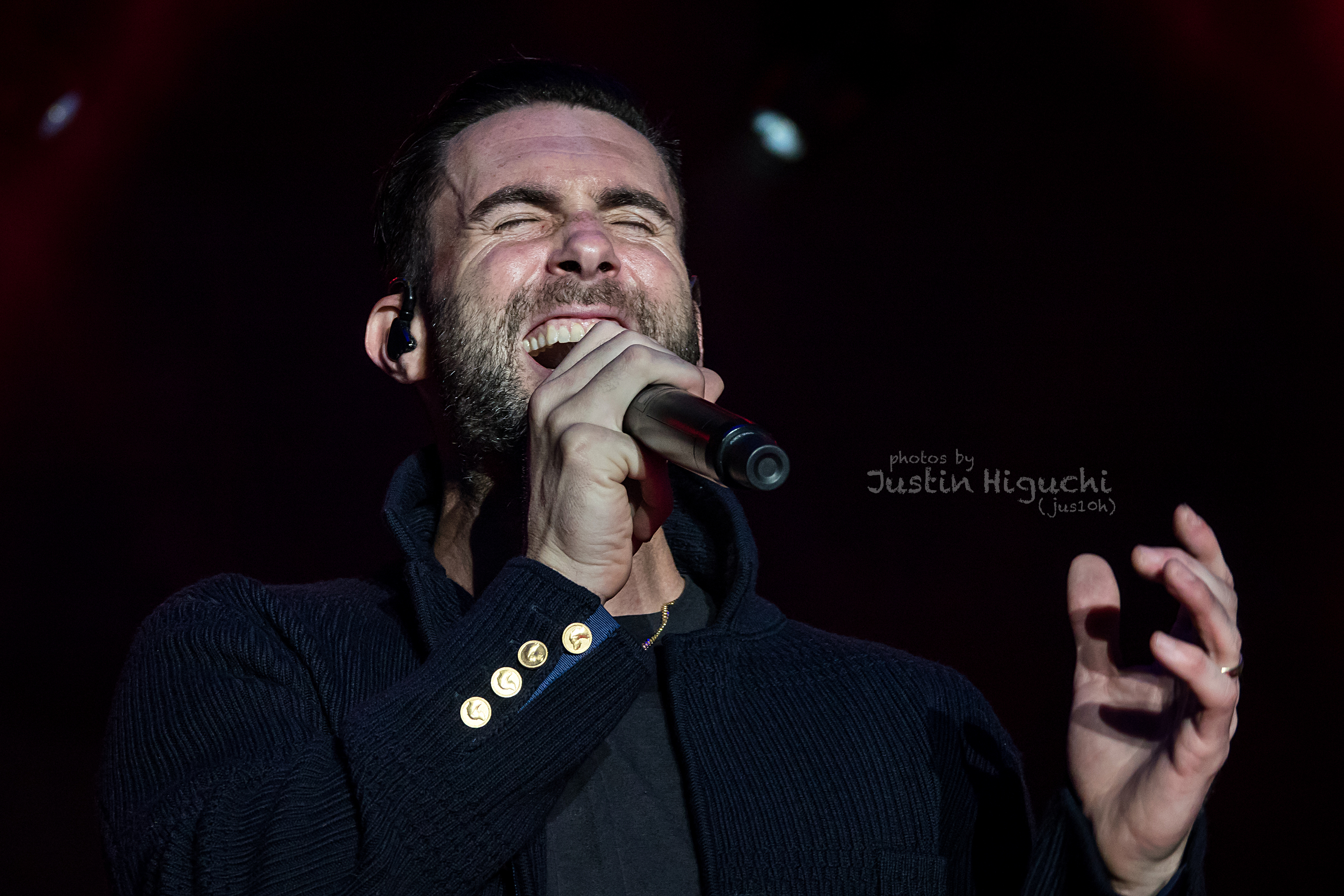
アダム・レヴィーン（2016年）

## 個人の活動

### ジェイムズ・ヴァレンタイン
- ミッキーと2人で、ジェニー・ルイスが2006年にリリースしたアルバム『ラビット・ファー・コート』（Rabbit Fur Coat）に参加。ジェイムズのみ「ライズ・アップ・ウィズ・フィスツ！！」（Rise Up With Fists!!）のミュージック・ビデオに出演している[要出典]。
- 2006年リリースのジョン・メイヤーのアルバム『コンティニュアム』（Continuum）収録の「ストップ・ディス・トレイン」（Stop This Train）でギターを弾いている[要出典]。

### ミッキー・マデン
- ジェイムズと2人で、ジェニー・ルイスのアルバム『ラビット・ファー・コート』に参加。
- 2006年にリリースされたザ・タイドのアルバム『スリーズ・コー』（Three's Co.）収録の「パイロット」（The Pilot）に参加[94]。